# Cowboys de Dallas
Pour les articles homonymes, voir Cowboy.
Stade
Maillots
Super Bowl VI - XII - XXVII - XXVIII - XXX

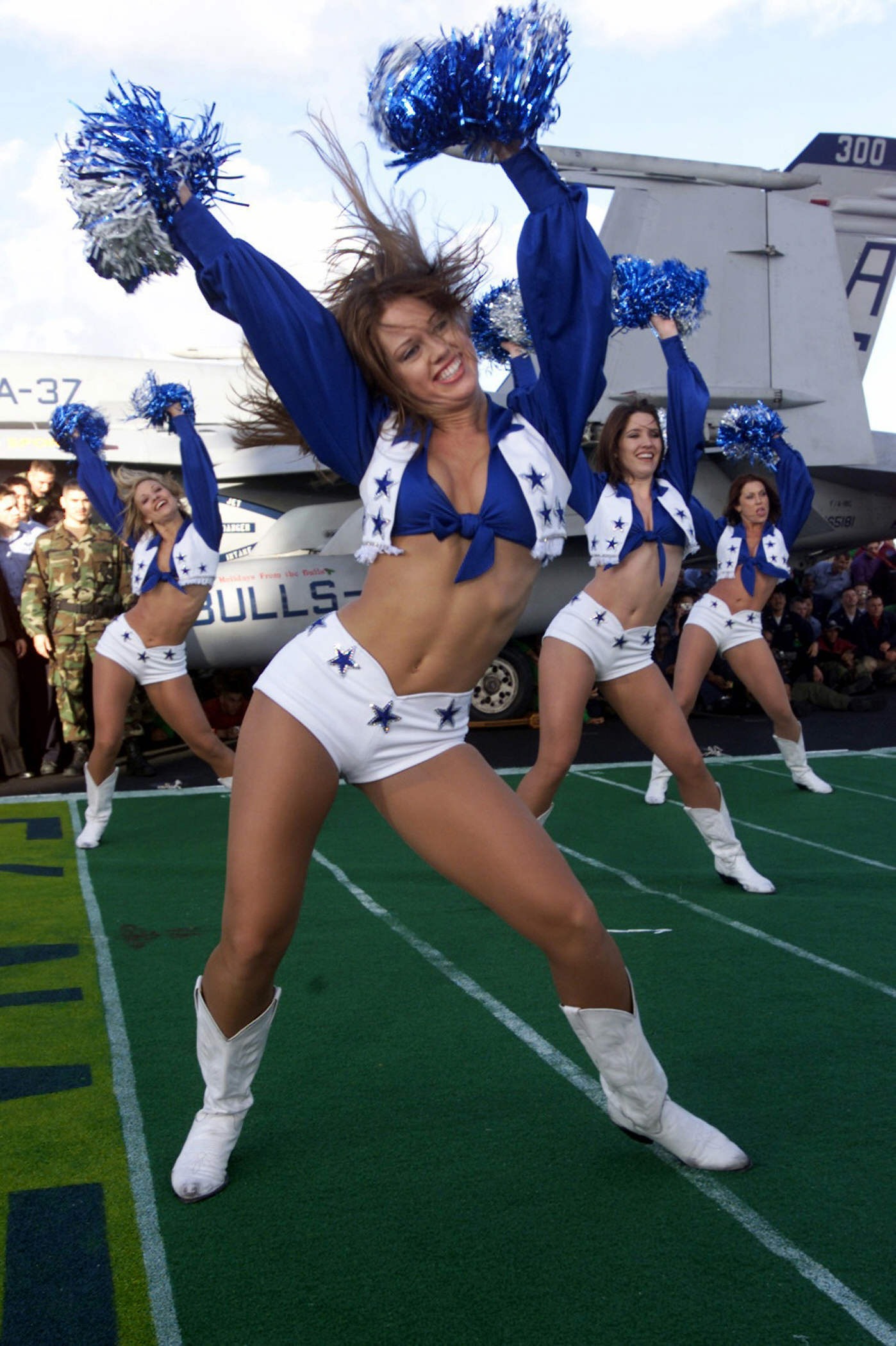
Cheerleaders des Cowboys de Dallas en 2000.

Les Cowboys de Dallas (Dallas Cowboys en anglais) sont une franchise de la National Football League (NFL) fondée en 1960 à Dallas.
Surnommés America's Team (« l'équipe de l'Amérique »), les Cowboys de Dallas ont remporté cinq Super Bowl : en janvier 1972, 1978, 1993, 1994 et 1996.

## Palmarès
- Super Bowl (5) : 1971 (VI), 1977 (XII), 1992 (XXVII), 1993 (XXVIII) et 1995 (XXX)
- Finaliste du Super Bowl (3) :
  - Super Bowl V (contre les Baltimore Colts) 16-13 ;
  - Super Bowl X (contre les Pittsburgh Steelers) 21-17 ;
  - Super Bowl XIII (contre les Pittsburgh Steelers) 35-31.
- Champion de Conférence (10) :
  - NFC Eastern (2) : 1966, 1967 ;
  - NFC (7) : 1970, 1971, 1975, 1977, 1978, 1992, 1993, 1995.
- Champion de Division (24) :
  - NFC Capitol (3) : 1967, 1968, 1969 ;
  - NFC East (21) : 1970, 1971, 1973, 1976, 1977, 1978, 1979, 1981, 1985, 1992, 1993, 1994, 1995, 1996, 1998, 2007, 2009, 2014, 2016, 2018 et 2021.

## Rivalités
- Giants de New York
- Eagles de Philadelphie
- Commanders de Washington (anciennement Redskins de Washington)

## Historique
À l'origine, la volonté de créer une formation NFL au Texas a suscité l'opposition farouche des Redskins de Washington de George Preston Marshall. Ce qui n'étonna pas les propriétaires des Cowboys, Clint Murchison Jr. et Bedford Wynne car les Redskins avaient le privilège d'être l'équipe « représentant » l'Est des États-Unis dans la ligue depuis plusieurs décennies. Afin d'assurer la naissance de leur nouvelle équipe, Murchison et Wynne ont donc acheté les droits de l'hymne des Redskins, Hail to the Redskins, et ont menacé Preston George Marshall de l'interdiction de jouer cette chanson lors des matchs de son équipe. Ayant besoin de cette chanson qui faisait la fierté des Redskins, Marshall capitula, et la ville de Dallas (Texas) obtint donc sa propre franchise de football américain le 28 janvier 1960. Cette confrontation indirecte entre les deux franchises était un présage de ce qui allait devenir l'une des plus importantes rivalités dans la NFL.
La franchise a connu deux âges d'or, chacun symbolisés par un quarterback charismatique. Le premier a eu lieu durant toute la décennie 1970 et le début des années 1980, au cours desquelles les Cowboys, menés par Roger Staubach, participent à pas moins de 5 Super Bowl, en remportent 2 (le VI et le XII) et ne manquent les playoffs qu'à une seule reprise, en 1974. L'équipe est alors l'une des meilleures de la NFL, d'où son surnom d'America's Team. Les années 1980 sont plus délicates pour la franchise texane. L'équipe ne parvient plus à être aussi efficace et commence à subir certains revers cinglants dont son premier bilan négatif de l'ère moderne de la ligue enregistré lors de la saison 1986. Le fond est touché au cours de la saison 1989, où les Cowboys évitent de justesse à devenir la première équipe à signer un bilan nul, en finissant avec une victoire et 15 défaites.
Paradoxalement, c'est cette saison catastrophique qui amène le deuxième âge d'or de la franchise. La dernière place de la ligue permet en effet aux Cowboys de signer dès le premier tour de draft le quarterback Troy Aikman. Aikman se révèle très vite comme un quarterback de qualité, et sa progression constante lui permet de ramener son équipe en série éliminatoire dès sa deuxième saison professionnelle. Il ne s'arrête pas là, et mène ensuite les Cowboys à deux Super Bowl consécutifs, le XXVII et le XXVIII, tous les deux gagnés contre les Bills de Buffalo. Au cours de la saison 1994, ils échouent aux portes d'un historique troisième Super Bowl consécutif en se trouvant défaits par les 49ers de Steve Young en finale de conférence. La saison 1995 les voit retourner au Super Bowl, le XXX, qu'ils remportent face aux Steelers de Pittsburgh, obtenant ainsi le troisième Super Bowl de « l'ère Aikman » et le cinquième de la franchise.
Les années suivant ce dernier Super Bowl sont plus compliquées pour les Cowboys, avec le déclin du niveau de Troy Aikman puis sa retraite en 2001. L'équipe signe ensuite des bilans contrastés, en ne remportant que trois fois le titre de sa division depuis 1996. Elle ne revient d'ailleurs que périodiquement en série éliminatoire, où elle se trouve à chaque fois défaite dès son premier match, qu'il soit de wild card ou de division. Cette « malédiction » de près de 15 ans s'arrête le 9 janvier 2010, quand les Cowboys remportent leur premier match en série éliminatoire depuis 1996 contre les Philadelphia Eagles.
L'équipe aujourd'hui, ne fait plus partie pour le moment de l'élite des équipes de la NFL, mais jouit encore d'un grand prestige aux États-Unis du fait de son histoire, de son palmarès et de la place majeure qu'elle a occupée des décennies durant.

## Entraîneurs
| Saisons   | Entraîneurs      | Saison régulière | Saison régulière | Saison régulière | Saison régulière | Saison régulière | Playoffs | Playoffs | Playoffs | Playoffs | Récompenses et trophées | Référence |
| Saisons   | Entraîneurs      | MC               | G                | P                | N                | %                | MC       | G        | P        | %        | Récompenses et trophées | Référence |
| 1960-1988 | Tom Landry       | 418              | 250              | 162              | 6                | 61               | 36       | 20       | 16       | 55,6     | 12 titres de la division NFC East (1967, 1968, 1969, 1970, 1971, 1973, 1976, 1977, 1978, 1979, 1981, 1985) 5 titres de la conférence NFC (1970, 1971, 1975, 1977, 1978) 1 titre de la conférence NFC Eastern (1966) 18 apparitions en série éliminatoire NFL Vainqueur de 2 Super Bowls (VI en 1971 et XII en 1977) Entraîneur de l'année 1966 par l'Associated Press Entraîneur de l'année 1966 par Sporting News Trophée de l'entraîneur de l'année 1966 décerné par la NFL Trophée de l'entraîneur de l'année 1975 décerbé par l'UPI Intronisé au Pro Football Hall of Fame en 1990 | [ 2 ]     |
| 1989-1993 | Jimmy Johnson    | 80               | 44               | 36               | 0                | 55               | 8        | 7        | 1        | 87,5     | 2 titres de la division NFC East (1992, 1993) 2 titres de la conférence NFC (1992, 1993) 3 apparitions en série éliminatoire NFL Vainqueur de 2 Super Bowls (XXVII saison 1992 et XXVIII 1993) Entraîneur de l'année 1990 par Associated Press Trophée de l'entraîneur de l'année 1990 décerné par la NFL Intronisé au Pro Football Hall of Fame en 2020 | [ 3 ]     |
| 1994-1997 | Barry Switzer    | 64               | 40               | 24               | 0                | 62,5             | 7        | 5        | 2        | 71,4     | 3 titres de la division NFC East (1994, 1995, 1996) 1 titre de la conférence NFC (1995) 3 apparitions en série éliminatoire NFL Vainqueur du Super Bowl XXX (saison 1995) | [ 4 ]     |
| 1998-1999 | Chan Gailey (en) | 32               | 18               | 14               | 0                | 56,3             | 2        | 0        | 2        | 0        | 1 titre de la division NFC East (1998) 2 apparitions en série éliminatoire NFL | [ 5 ]     |
| 2000-2002 | Dave Campo (en)  | 48               | 15               | 33               | 0                | 31,3             | —        | —        | —        | —        | — | [ 6 ]     |
| 2003-2007 | Bill Parcells    | 64               | 34               | 30               | 0                | 53,1             | 2        | 0        | 2        | 0        | 2 apparitions en série éliminatoire NFL Intronisé au Pro Football Hall of Fame en 2013 | [ 7 ]     |
| 2007-2010 | Wade Phillips    | 56               | 34               | 22               | 0                | 60,7             | 3        | 1        | 2        | 33,3     | 2 titres de la division NFC East (2007, 2009) 2 apparitions en série éliminatoire NFL | [ 8 ]     |
| 2010-2020 | Jason Garrett    | 136              | 77               | 59               | 0                | 56,6             | 5        | 2        | 3        | 40       | 3 titres de la division NFC East (2014, 2016, 2018) 3 apparitions en série éliminatoire NFL Entraîneur de l'année 2016 par l'Associated Press | [ 9 ]     |
| 2020-2024 | Mike McCarthy    | -                | -                | -                | -                | -                | -        | -        | -        | -        | - |           |

## Bilan saison par saison
| Saison                       | Vic. | Déf. | Nuls | Classement                                                        | Séries éliminatoires |
| ---------------------------- | ---- | ---- | ---- | ----------------------------------------------------------------- | --- |
| 1960                         | 0    | 11   | 1    | 7e NFL West                                                       | -- |
| 1961                         | 4    | 9    | 1    | 6e NFL East                                                       | -- |
| 1962                         | 5    | 8    | 1    | 5e NFL East                                                       | -- |
| 1963                         | 4    | 10   | 0    | 5e NFL East                                                       | -- |
| 1964                         | 5    | 8    | 1    | 5e NFL East                                                       | -- |
| 1965                         | 7    | 7    | 0    | 2e NFL East                                                       | -- |
| Fusion des Ligues AFL et NFL |      |      |      |                                                                   | |
| 1966                         | 10   | 3    | 1    | 1er NFL East                                                      | Défaite en finale de la NFL (Packers de Green Bay) 34-27                                                                              |
| 1967                         | 9    | 5    | 0    | 1er NFL Eastern Capitol                                           | Défaite en finale de la NFL (Packers de Green Bay) 21-17                                                                              |
| 1968                         | 12   | 2    | 0    | 1er NFL Eastern Capitol                                           | Défaite en finale de conférence (Browns de Cleveland) 31-20                                                                           |
| 1969                         | 11   | 2    | 1    | 1er NFL Eastern Capitol                                           | Défaite en finale de conférence (Browns de Cleveland) 38-14                                                                           |
| 1970                         | 10   | 4    | 0    | 1er NFC East                                                      | Défaite au Super Bowl V (Colts de Baltimore) 16-13                                                                                    |
| 1971                         | 11   | 3    | 0    | 1er NFC East                                                      | Vainqueur au Super Bowl VI (Dolphins de Miami) 24-3                                                                                   |
| 1972                         | 10   | 4    | 0    | 2e NFC East                                                       | Défaite en finale de conférence NFC (Redskins de Washington) 26-3                                                                     |
| 1973                         | 10   | 4    | 0    | 1er NFC East                                                      | Défaite en finale de conférence NFC (Vikings du Minnesota) 27-10                                                                      |
| 1974                         | 8    | 6    | 0    | 3e NFC East                                                       | -- |
| 1975                         | 10   | 4    | 0    | 2e NFC East                                                       | Défaite au Super Bowl X (Steelers de Pittsburgh) 21-17                                                                                |
| 1976                         | 11   | 3    | 0    | 1er NFC East                                                      | Défaite en séries éliminatoires (division) (Rams de Los Angeles) 14-12                                                                |
| 1977                         | 12   | 2    | 0    | 1er NFC East                                                      | Victoire au Super Bowl XII (Broncos de Denver) 27-10                                                                                  |
| 1978                         | 12   | 4    | 0    | 1er NFC East                                                      | Défaite au Super Bowl XIII (Steelers de Pittsburgh) 35-31                                                                             |
| 1979                         | 11   | 5    | 0    | 1er NFC East                                                      | Défaite en séries éliminatoires (division) (Rams de Los Angeles) 21-19                                                                |
| 1980                         | 12   | 4    | 0    | 2e NFC East                                                       | Défaite en finale de conférence NFC (Eagles de Philadelphie) 20-7                                                                     |
| 1981                         | 12   | 4    | 0    | 1er NFC East                                                      | Défaite en finale de conférence NFC (49ers de San Francisco) 28-27                                                                    |
| 1982                         | 6    | 3    | 0    | 2e NFC Conf.                                                      | Défaite en finale de conférence NFC (Redskins de Washington) 31-17                                                                    |
| 1983                         | 12   | 4    | 0    | 2e NFC East                                                       | Défaite en séries éliminatoires (wild card) (Rams de Los Angeles) 24-17                                                               |
| 1984                         | 9    | 7    | 0    | 4e NFC East                                                       | -- |
| 1985                         | 10   | 6    | 0    | 1er NFC East                                                      | Défaite en séries éliminatoires (division) (Rams de Los Angeles) 20-0                                                                 |
| 1986                         | 7    | 9    | 0    | 3e NFC East                                                       | -- |
| 1987                         | 7    | 8    | 0    | 4e NFC East                                                       | -- |
| 1988                         | 3    | 13   | 0    | 5e NFC East                                                       | -- |
| 1989                         | 1    | 15   | 0    | 5e NFC East                                                       | -- |
| 1990                         | 7    | 9    | 0    | 4e NFC East                                                       | -- |
| 1991                         | 11   | 5    | 0    | 2e NFC East                                                       | Défaite en séries éliminatoires (wild card) (Bears de Chicago) 17-13                                                                  |
| 1992                         | 13   | 3    | 0    | 1er NFC East                                                      | Victoire au Super Bowl XXVII (Bills de Buffalo) 52-17                                                                                 |
| 1993                         | 12   | 4    | 0    | 1er NFC East                                                      | Victoire au Super Bowl XXVIII (Bills de Buffalo) 30-13                                                                                |
| 1994                         | 12   | 4    | 0    | 1er NFC East                                                      | Défaite en finale de conférence NFC (49ers de San Francisco) 38-28                                                                    |
| 1995                         | 12   | 4    | 0    | 1er NFC East                                                      | Victoire au Super Bowl XXX (Steelers de Pittsburgh) 27-17                                                                             |
| 1996                         | 10   | 6    | 0    | 1er NFC East                                                      | Défaite en séries éliminatoires (division) (Panthers de la Caroline) 26-17                                                            |
| 1997                         | 6    | 10   | 0    | 4e NFC East                                                       | -- |
| 1998                         | 10   | 6    | 0    | 1er NFC East                                                      | Défaite en séries éliminatoires (wild card) (Cardinals de l'Arizona) 20-7                                                             |
| 1999                         | 8    | 8    | 0    | 2e NFC East                                                       | Défaite en séries éliminatoires (wild card) (Vikings du Minnesota) 27-10                                                              |
| 2000                         | 5    | 11   | 0    | 4e NFC East                                                       | -- |
| 2001                         | 5    | 11   | 0    | 5e NFC East                                                       | -- |
| 2002                         | 5    | 11   | 0    | 4e NFC East                                                       | -- |
| 2003                         | 10   | 6    | 0    | 2e NFC East                                                       | Défaite en séries éliminatoires (wild card) (Panthers de la Caroline) 29-10                                                           |
| 2004                         | 6    | 10   | 0    | 3e NFC East                                                       | -- |
| 2005                         | 9    | 7    | 0    | 3e NFC East                                                       | -- |
| 2006                         | 9    | 7    | 0    | 3e NFC East                                                       | Défaite en séries éliminatoires (wild card) (Seahawks de Seattle) 21-20                                                               |
| 2007                         | 13   | 3    | 0    | 1er NFC East                                                      | Défaite en séries éliminatoires (division) (Giants de New York) 21-17                                                                 |
| 2008                         | 9    | 7    | 0    | 3e NFC East                                                       | -- |
| 2009                         | 11   | 5    | 0    | 1er NFC East                                                      | Défaite en séries éliminatoires (division) (Vikings du Minnesota) 34-3                                                                |
| 2010                         | 6    | 10   | 0    | 3e NFC East                                                       | -- |
| 2011                         | 8    | 8    | 0    | 3e NFC East                                                       | -- |
| 2012                         | 8    | 8    | 0    | 3e NFC East                                                       | -- |
| 2013                         | 8    | 8    | 0    | 2e NFC East                                                       | -- |
| 2014                         | 12   | 4    | 0    | 1er NFC East                                                      | Défaite en séries éliminatoires (division) (Packers de Green Bay) 26-21                                                               |
| 2015                         | 4    | 12   | 0    | 4e NFC East                                                       | -- |
| 2016                         | 13   | 3    | 0    | 1er NFC East                                                      | Défaite en séries éliminatoires (division) (Packers de Green Bay) 34-31                                                               |
| 2017                         | 9    | 7    | 0    | 2e NFC East                                                       | -- |
| 2018                         | 10   | 6    | 0    | 1er NFC East                                                      | Défaite en séries éliminatoires (division) (Rams de Los Angeles) 30-22                                                                |
| 2019                         | 8    | 8    | 0    | 2e NFC East                                                       | -- |
| 2020                         | 6    | 10   | 0    | 3e NFC East                                                       | -- |
| 2021                         | 12   | 5    | 0    | 1er NFC East                                                      | Défaite en séries éliminatoires (wild card) (49ers de San Francisco) 23-17                                                            |
| 2022                         | 12   | 5    | 0    | 2e NFC East                                                       | Victoire en série éliminatoire (wild card) (@ Buccaneers de Tampa Bay) 31–14 Défaite en série éliminatoire (division) (@ 49ers) 12-19 |
| 2023                         | 12   | 5    | 0    | 1er NFC East                                                      | Défaite en série éliminatoire (wild card) (Packers de Green Bay) 32-48                                                                |
| 2024                         | 7    | 10   | 0    | 3e NFC East                                                       | -- |
| Totaux                       | 569  | 423  | 6    | Saison régulière (25 titres de division, 10 titres de conférence) | Saison régulière (25 titres de division, 10 titres de conférence)                                                                     |
| Totaux                       | 36   | 31   | -    | Séries éliminatoires (35 participations)                          | Séries éliminatoires (35 participations)                                                                                              |
| Totaux                       | 605  | 454  | 6    | Saison régulière + séries éliminatoires (5 Super Bowls)           | Saison régulière + séries éliminatoires (5 Super Bowls)                                                                               |